# Föderation von Rhodesien und Njassaland
Die Föderation von Rhodesien und Njassaland war ein semi-unabhängiger Staat im südlichen Afrika, der von 1953 bis Ende 1963 existierte. Er umfasste die vorherige britische Kolonie Südrhodesien und die Protektorate Nordrhodesien und Njassaland mit insgesamt über 1,2 Millionen km².
Der inoffizielle Name Zentralafrikanische Föderation für das eigentlich im südlichen Afrika liegende Gebiet geht auf nie umgesetzte Pläne aus den 1880er Jahren für ein Britisch-Zentralafrika zurück, welches neben den beiden Rhodesiens und Njassaland auch Teile der heutigen Demokratischen Republik Kongo hätte umfassen sollen.

## Entstehung
1927 war das Verhältnis von Weißen und Schwarzen 38.200 zu 922.000 in Südrhodesien, 4.000 zu 1.000.000 in Nordrhodesien und 1.700 zu 1.350.000 in Njassaland. 1946 hatte Südrhodesien 80.500 Weiße und 1.640.000 Schwarze, Nordrhodesien 20.000 bzw. 1.600.000 und Njassaland 2.300 bzw. 2.340.000.
Am 8. November 1950 begannen die ersten Verhandlungen für einen föderalen Staat für Rhodesien und Njassaland. Während viele Streitpunkte in den folgenden Verhandlungen gelöst wurden, stellten sich einige als fast unüberwindbar heraus. Ohne den beständigen Einsatz des stellvertretenden Untersekretärs des Colonial Office Sir Andrew Cohen wäre es kaum zu einer Einigung gekommen.
Cohen, welcher jüdischer Herkunft war, stand noch unter dem Eindruck des Holocaust, war ein Antirassist und Anwalt afrikanischer Rechte. Er befürchtete, Südrhodesien könne in den Dunstkreis des rassistischen Südafrika geraten, und arbeitete daher auf die Föderation hin, die diese Gefahr verringern sollte. Südrhodesien und die nördlichen Gebiete hatten sehr verschiedene Traditionen, was die Verhandlungen zusätzlich erschwerte.

## Gründung
Die Föderation wurde am 1. August 1953 gebildet. Ziel der britischen Regierung war es, einen Staat zu formen, der einen Mittelweg beschritt zwischen den von Schwarzen regierten Staaten und denen, die unter weißen Regierungen verblieben. Die Föderation scheiterte schließlich, da die schwarzen Nationalisten mehr Einfluss verlangten, als die Weißen zugestehen wollten. Die Regierungschefs des Staates waren die Premierminister Sir Godfrey Martin Huggins von 1953 bis 1956 und Sir Roy Welensky von 1956 bis zur Auflösung der Föderation. Das Parlament bestand aus einer „Federal Assembly“ genannten Kammer, die sich aus zum Teil gewählten und zum Teil ernannten Mitgliedern zusammensetzte.

## Die Föderation
Die Föderation hatte fünf Regierungszweige: den der Föderation, drei territoriale und einen britischen. Huggins gab sein Amt als Premierminister Südrhodesiens auf, um Premierminister der Föderation zu werden. Premierminister Südrhodesiens wurde nun Sir Garfield Todd.
Trotz der verworrenen Regierungsstruktur wuchs die Föderation wirtschaftlich. Nach dem ersten Jahr umfasste das Bruttoinlandsprodukt 350 Millionen Pfund. Nach zwei Jahren war dieses bereits auf 450 Millionen Pfund angewachsen. Entgegen dem Rat von Ökonomen wurde 1955 die Errichtung der Kariba-Talsperre bekannt gegeben, eines Projektes, das einen Umfang von 78 Millionen Pfund hatte und die Entstehung des weltgrößten künstlichen Sees zu dem Zeitpunkt, des Karibasees, bedeutete. Vorschläge, stattdessen eine weit günstigere und wirtschaftlich profitablere Staumauer im Shire in Njassaland zu bauen, wurden fallengelassen, mutmaßlich weil von diesem Projekt vor allem die schwarze Bevölkerung profitiert hätte.
Njassaland hatte keine bedeutenderen Lagerstätten von Bodenschätzen. Im Gegensatz dazu waren in Nordrhodesien reiche Kupfervorkommen vorhanden.
Während der Kongokrise unterstützte Premierminister Roy Welensky den Separatismus der kongolesischen Provinz Katanga.
Die Föderation hatte um das Jahr 1954 eine Größe von etwa 1,2 Millionen km² und etwa 7 Millionen Einwohner. Sie bestand aus folgenden Teilgebieten:
| Gebiet         | heutiger Staat | Fläche (km²) | Einwohner (Jahr)     | Verwaltungssitz |
| -------------- | -------------- | ------------ | -------------------- | --------------- |
| Njassaland     | Malawi         | 96.796       | ca. 2.500.000 (1953) | Zomba           |
| Nord-Rhodesien | Sambia         | 744.970      | ca. 2.130.000 (1955) | Lusaka          |
| Süd-Rhodesien  | Simbabwe       | 389.347      | ca. 2.399.000 (1955) | Salisbury       |
| SUMME          |                | 1.231.113    | ca. 7.029.000        |                 |

## Auflösung der Föderation
1962 hatten sowohl das britische als auch das Parlament der Föderation der Abtrennung Njassalands zugestimmt, jedoch hatte der südrhodesische Premierminister Edgar Whitehead die Briten um Verschwiegenheit bis nach den Wahlen 1962 gebeten. Ein Jahr später wurde derselbe Status Nordrhodesien zugesprochen, was das Ende der Föderation in unmittelbarer Zukunft besiegelte.
Dies geschah, obwohl kurz zuvor der neue Commonwealth-Sekretär Duncan Sandys ein Dokument ausgehandelt hatte, das als neue Verfassung der Föderation weitgehend reduzierte Rechte Großbritanniens bezüglich der Entscheidungsfindung in der Föderation vorsah.
Am 5. Juli 1963 war die Victoria-Falls-Konferenz – ein letzter Versuch, die Föderation zu retten, aber letztendlich das Forum zu ihrer Auflösung – zu Ende gegangen; ihr Ergebnis war, dass die Föderation praktisch untergegangen war. Einzig die Verteilung der verbliebenen Vermögensposten blieb noch als letzte Formalität.
Am 31. Dezember 1963 wurde die Föderation formell aufgelöst und ihre Besitztümer wurden unter den Einzelregierungen aufgeteilt, wobei Südrhodesien den Großteil, insbesondere der Armeebestände, erhielt.
Nordrhodesien erlangte kurz darauf als Sambia und Njassaland als Malawi die Unabhängigkeit von Großbritannien. Das verbliebene Gebiet Südrhodesien, das heute Simbabwe bildet, wurde danach Rhodesien genannt. Es erklärte sich 1965 unter Führung von Ian Smith und seiner Rhodesian Front einseitig für unabhängig.

## Geschichtliches Erbe der Föderation
Die britisch beeinflusste und den Briten verbundene Föderation stand im Kontrast zur einzigen anderen regionalen Macht, der Republik Südafrika, in der die Weißen die alleinige politische Macht hatten. Die Auflösung der Föderation brachte die unabhängigen, von Afrikanern geführten Staaten Malawi und Sambia hervor, während Südrhodesien nach einer einseitigen Unabhängigkeitserklärung bis 1980 unter der Herrschaft der weißen Minderheit verblieb. Diese Zeit war von Bürgerkrieg und einem sich vertiefenden Konflikt zwischen Sambia, welches die afrikanischen Nationalisten unterstützte, und dem von Südafrika unterstützten Südrhodesien geprägt, wobei es zu mancher hitzigen Rhetorik und gelegentlich offenen militärischen Feindseligkeiten kam.

## Briefmarken der Föderation
Die Föderation gab ihre ersten Briefmarken 1954 heraus, die alle Porträts von Königin Elisabeth II. in drei verschiedenen Varianten darstellten und den Schriftzug „RHODESIA & NYASALAND“ trugen. Als erste erschien am 15. Februar eine Marke zu 2 ½ Pence, am 1. Juli folgte eine Serie von 15 Werten von einem halben Penny bis ein Pfund.
Ein Paar von Sondermarken wurde 1955 zum 100. Jahrestag der Entdeckung der Victoriafälle durch David Livingstone herausgebracht. Eine Serie von 15 Dauermarken, die örtliche Landschaft und Industrie darstellte, wurde 1959 herausgegeben.
Sechs weitere Spezialausgaben kamen in den folgenden Jahren heraus, von denen die letzte am 11. September 1963 zum World Council of the Young Men’s Service Clubs erschien, das am Universitätskolleg von Rhodesien und Njassaland abgehalten wurde.